# Campionato del mondo F.I.S.A. di Subbuteo 1986 - Categoria juniores
Il "5th F.I.S.A. World Championships" di Subbuteo (Calcio da tavolo) di Atene in Grecia.
Fasi di qualificazione ed eliminazione diretta della Categoria Juniores.
Per la classifica finale vedi Classifica.
Per le qualificazioni delle altre categorie:
- Juniores

## Primo turno

### Girone 1
- ...  -  Kumar Nandakumar 1-2
- ...  -  John Lamb 2-0
- Kumar Nandakumar  -  John Lamb 1-3

### Girone 2
- Mario Baglietto  -  Jorge Breda 11-0
- Mario Baglietto  -  Patrique Xuereb 5-1
- Patrique Xuereb  -  Jorge Breda 2-1

### Girone 3
- Michael Pantazis  -  Tzuyoshi Sasanuma 15-0
- Michael Pantazis  -  Eric Threis 2-4
- Tzuyoshi Sasanuma  -  Eric Threis 1-9

### Girone 4
- Thomas Busch  -  George Grillakis 3-2
- Stuart Mcilory  -  Eamon Casey 4-0
- Thomas Busch  -  Eamon Casey 3-1
- Stuart Mcilory  -  George Grillakis 1-4
- Thomas Busch  -  Stuart Mcilory 4-1
- George Grillakis  -  Eamon Casey 4-3

### Girone 5
- Robert Van Santen  -  Jean Christophe Vivron 1-0
- Robert Van Santen  -  Jason Thomas 8-3
- Jean Christophe Vivron  -  Jason Thomas 5-1

### Girone 6
- Felix Gübeli  -  John Field 2-2
- Felix Gübeli  -  Antonio Abellan 1-0
- John Field  -  Antonio Abellan 0-0

## Quarti di Finale

### Girone 1
- Mario Baglietto  -  ... 5-2
- Mario Baglietto  -  Kumar Nandakumar 3-0
- ...  -  Kumar Nandakumar 3-0

### Girone 2
- George Grillakis  -  Michael Pantazis 3-2
- George Grillakis  -  Patrique Xuereb 3-2
- Michael Pantazis  -  Patrique Xuereb 4-0

### Girone 3
- Robert Van Santen  -  Felix Gübeli 3-2
- Eric Threis  -  Felix Gübeli 5-0
- Eric Threis  -  Robert Van Santen 6-5

### Girone 4
- John Field  -  Jean Christophe Vivron 1-1
- John Field  -  Thomas Busch 3-1
- Jean Christophe Vivron  -  Thomas Busch 2-0

## Semifinali
- George Grillakis  -  John Field 1-0
- Mario Baglietto  -  Eric Threis 4-3 d.c.p.

## Finale 3º/4º posto
- Eric Threis  -  John Field 5-1

## Finale 1º/2º posto
- Mario Baglietto  -  George Grillakis 4-3 d.t.s.